# Puerta del Sol

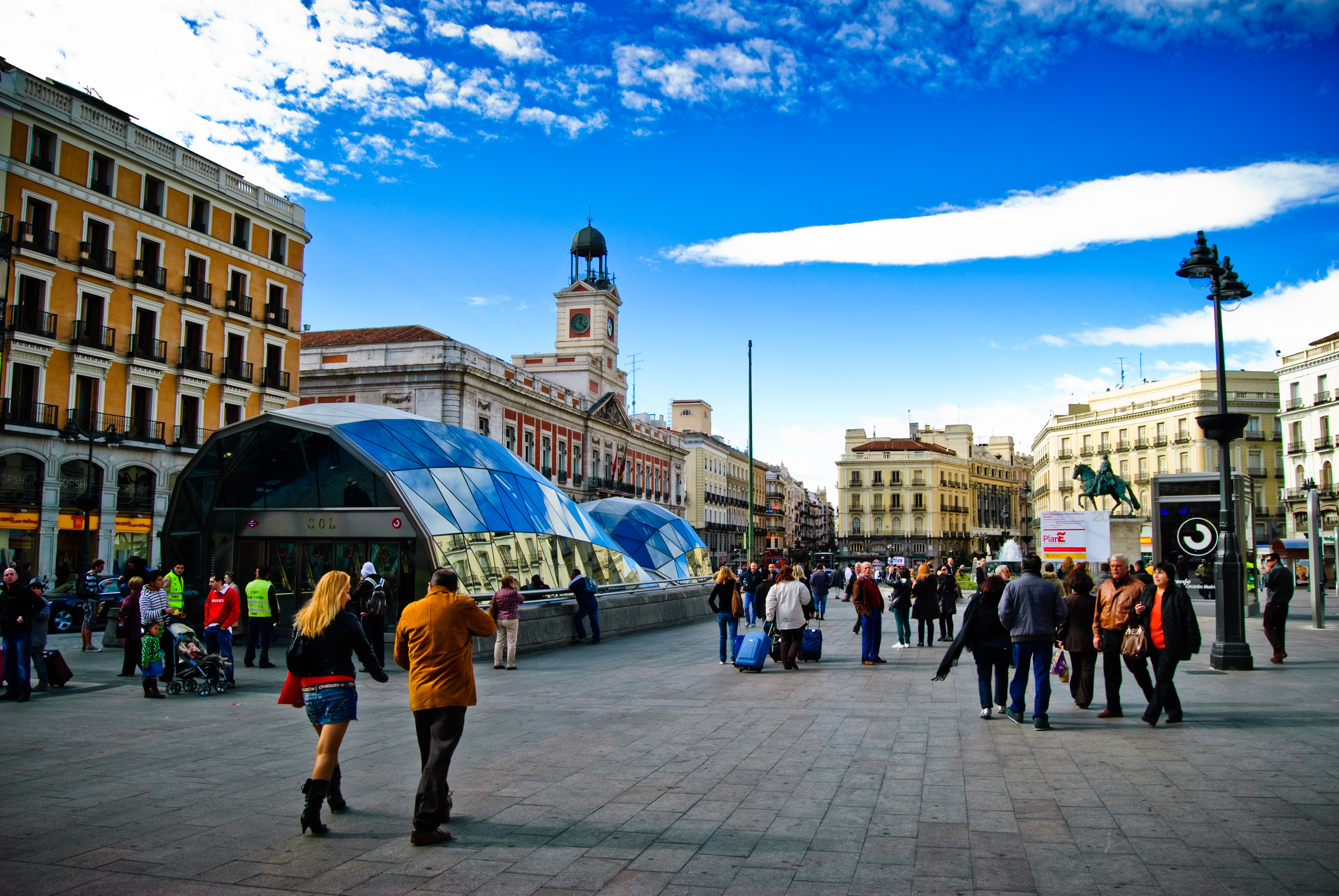
Aspecte de la Puerta del Sol de Madrid amb el nou intercanviador de metro i rodalia (novembre de 2009).

La Puerta del Sol és una plaça de la ciutat de Madrid, a Espanya. Des del 1962 es transmeten des d'aquí, per televisió, les campanades que anuncien l'arribada de l'any nou.

## Història

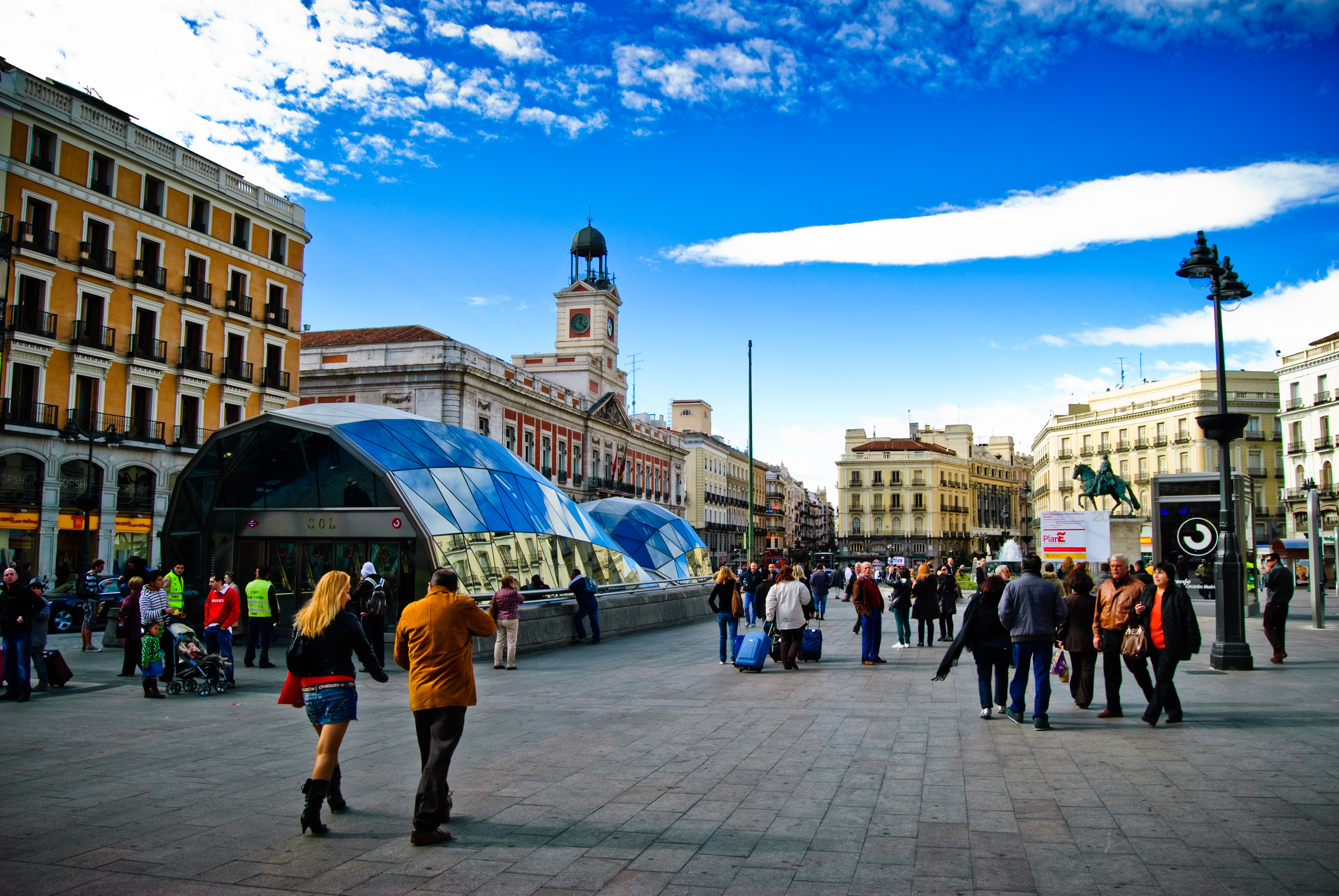
Puerta del Sol (2009).

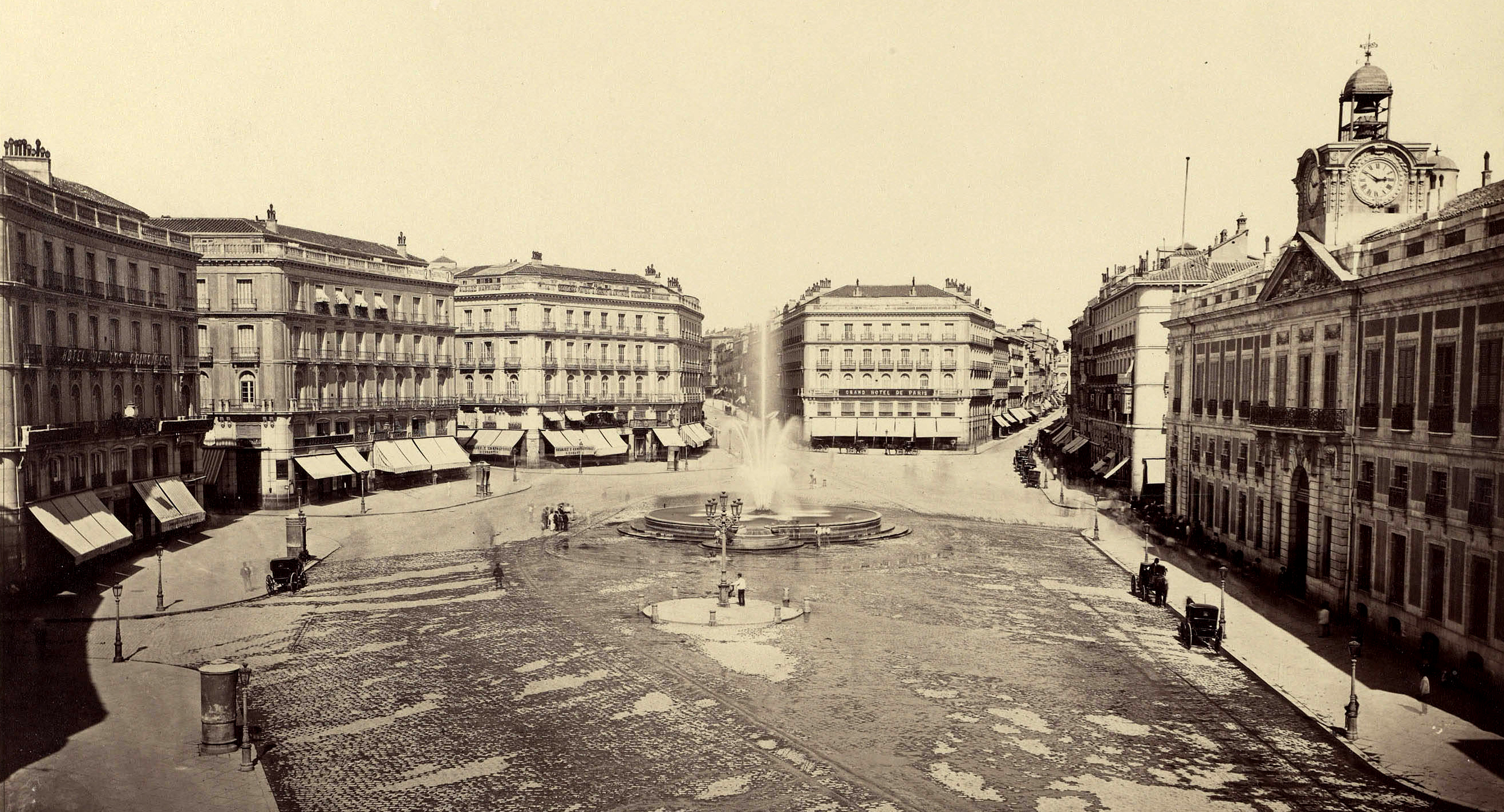
Puerta del Sol cap al 1870. Detall d'una fotografia de Juan Laurent realitzada després de la seva primera gran reforma.

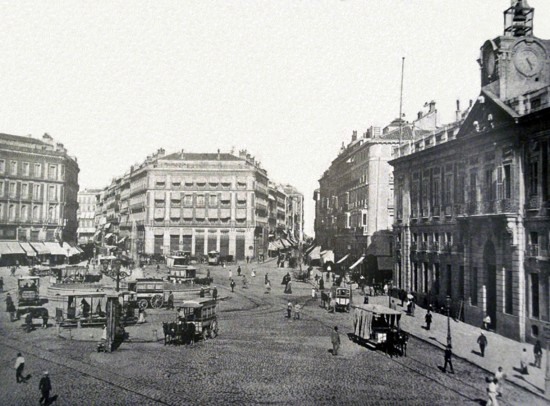
Puerta del Sol cap el 1885.

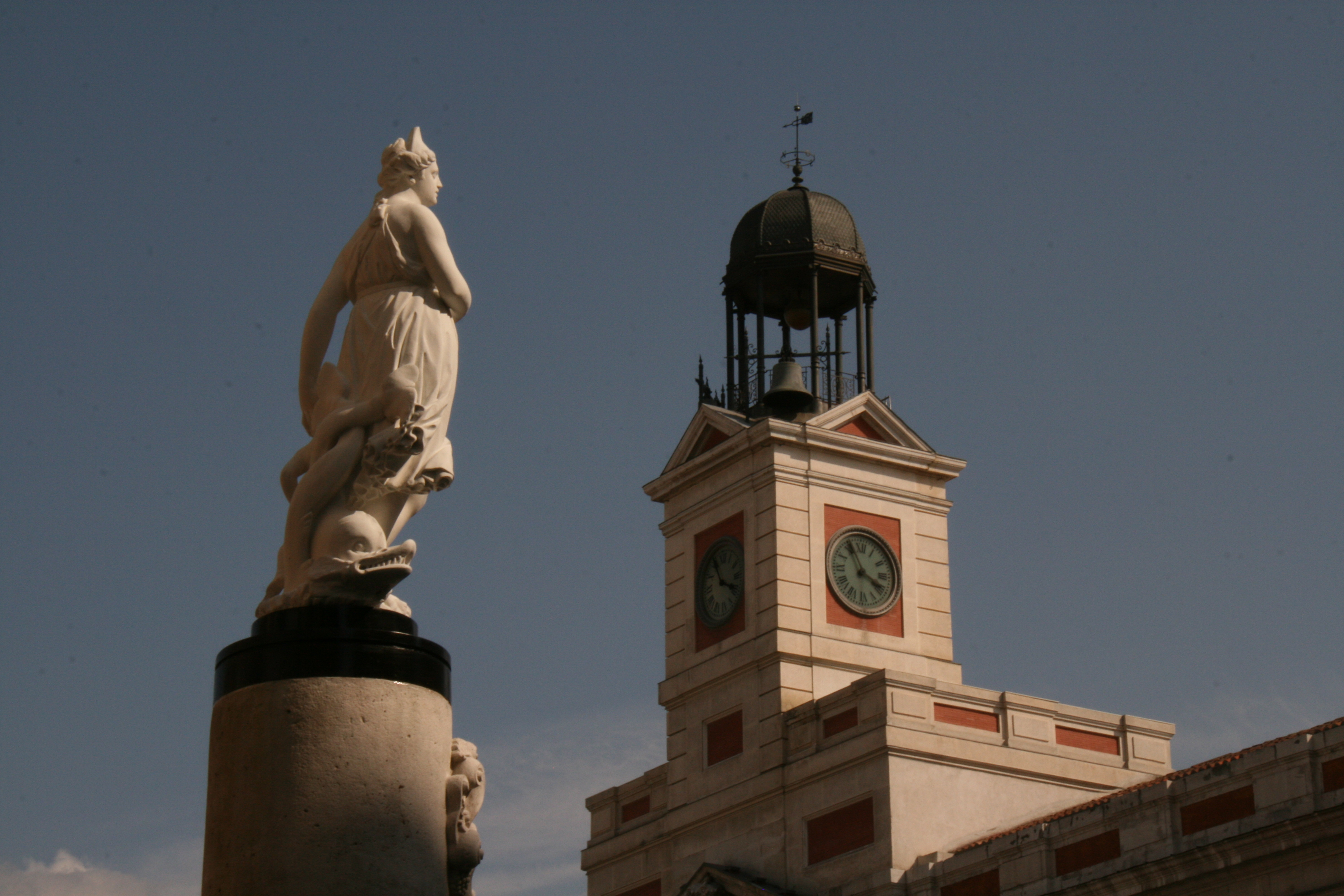
L'estàtua de la Mariblanca.

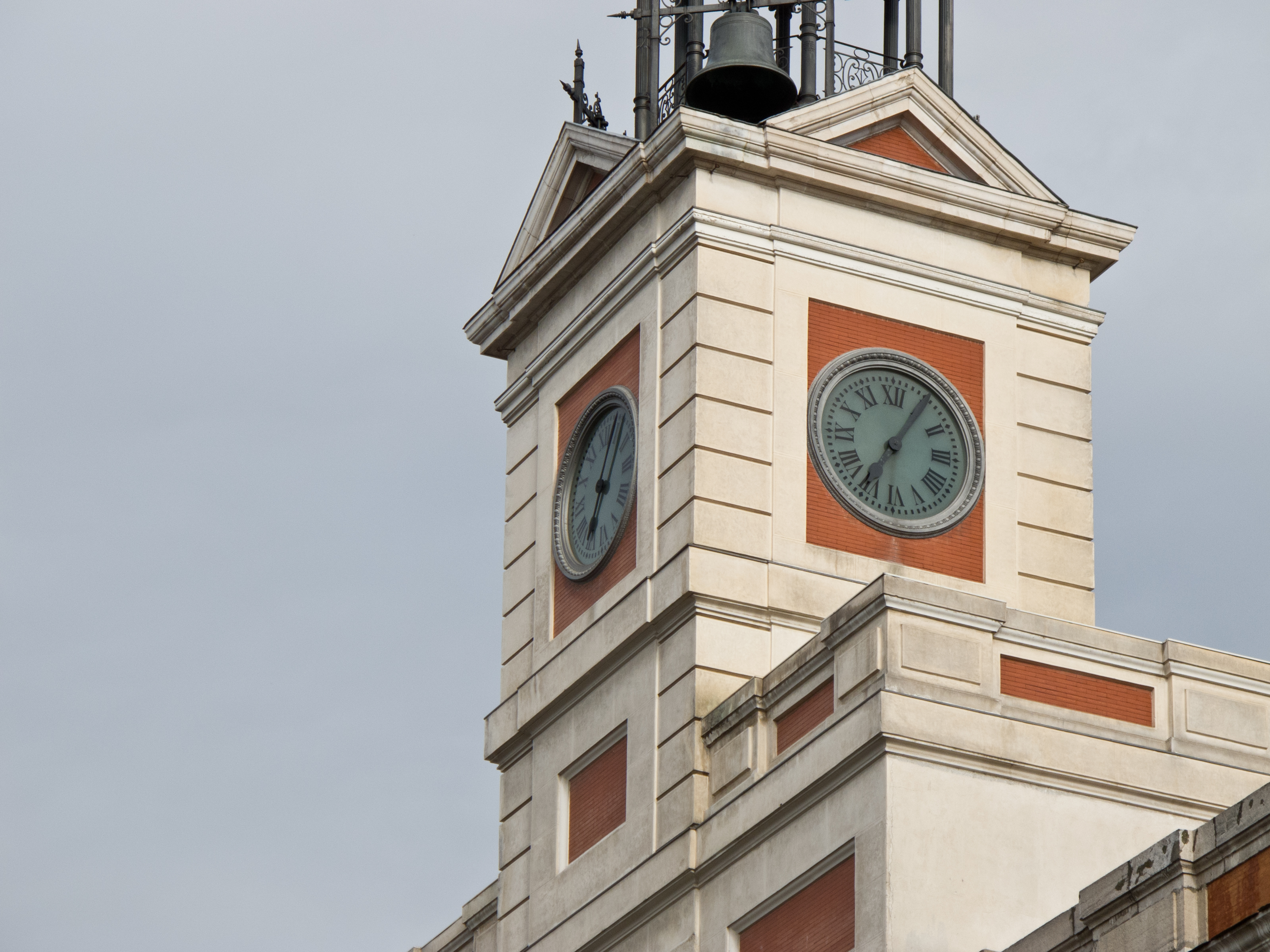
El Rellotge de Governació.

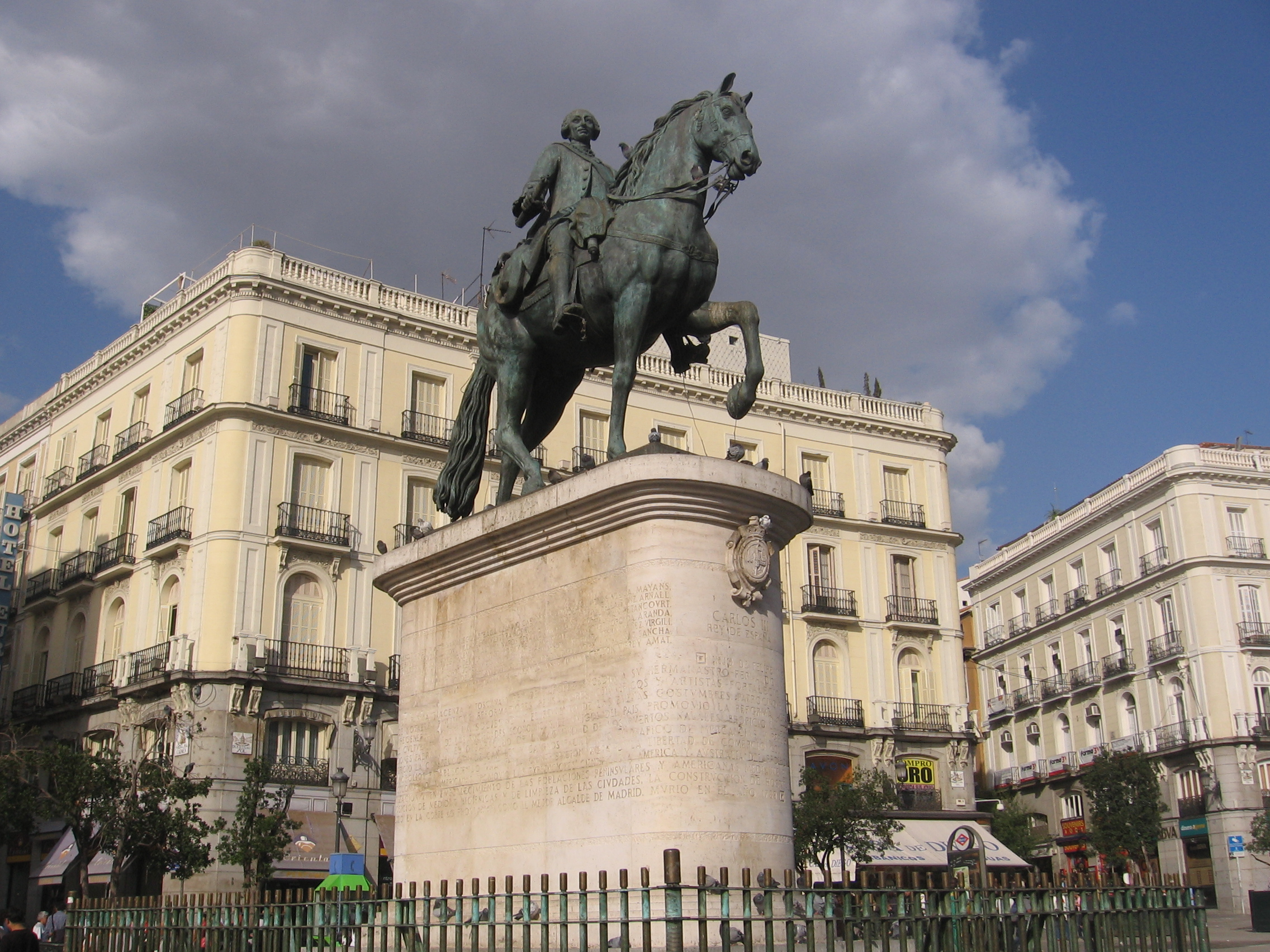
Estàtua eqüestre de Carlos III el denominat pels madrilenys com a «Rei Alcalde».

La història de la Puerta del Sol representa una part essencial de la memòria de la Vila de Madrid (capital d'Espanya), no només per ser la Puerta del Sol un punt de freqüent pas, sinó per constituir el «centre de gravetat» de l'urbanisme madrileny. La plaça ha anat adquirint el seu caràcter de lloc d'importància històrica des dels seus incerts inicis com a carrer Ample i impersonal al segle xvi, fins a les descripcions dels primers viatgers romàntics, les recepcions de reis, les rebel·lions populars, manifestacions, etc. Ha estat l'escenari dels esdeveniments principals de la vida de la ciutat, des de la lluita contra els invasors francesos en 1808 fins a la proclamació de la Segona República en 1931, conservant a més el seu lloc com a protagonista del costum de servir-se els dotze grans de raïm en Any Nou, al so de les campanades tocades pel rellotge de Correus. En l'actualitat és un nus de comunicacions, punt de reunió, de cites, lloc de celebracions i començament de manifestacions a la Capital.
Durant aquest intens esdevenir històric, la Puerta del Sol ha anat reunint el popular de Madrid en les seves diverses èpoques. Des dels seus començaments, la seva posició en la geografia urbana madrilenya li ha donat un protagonisme com a lloc de trobada social, nomenat de vegades com fòrum matritense. Ha estat definida també com a «Plaza i fòrum» d'Espanya per Antonio Machado, i Ángel Fernández dels Rius va esmentar que «No hi ha allí un pam de terreny que no estigui regat amb la sang de patriotes, de facciosos o de revolucionaris».
Des del punt de vista arquitectònic, la Puerta del Sol és un espai de pas eixamplat, de forma oblonga, un punt de convergència de carrers que adquireix l'aspecte de plaça a mitjan segle XIX. En aquest espai desemboquen una desena de carrers, que al segle xviii eren onze. La Puerta del Sol ha anat sofrint diverses obres de millora urbana al llarg de la seva història, sent la més important l'escomesa a mitjan segle xix. En molts casos l'actuació urbana realitzada al llarg de la seva història ha esborrat a poc a poc importants edificis del passat. De tots ells, l'únic supervivent és la Casa de Correus, que va ser la seu del Ministeri de Governació (Interior) i en l'actualitat calmi de la Comunitat de Madrid. Es tracta de l'edifici més antic de la Puerta del Sol actual. El segon en antiguitat és la Casa Cordero, que al llarg de la història de la plaça ha anat canviant d'ús.
La Puerta del Sol ha entusiasmat a diversos escriptors des dels començaments de la seva història, i molts d'ells han inclòs aquest espai en les seves obres literàries. Ramón Gómez de la Serna i la Generació del 98, en les seves obres madrilenyes, han descrit l'ambient social d'aquest centre. En ells descriuen l'animació existent de les seves activitats diürnes. Des de Lope de Vega fins a Ramón Gómez de la Serna les descripcions literàries són freqüents, potser per les tertúlies literàries del segle xix en els seus famosos Cafès.
Del 2004 al 2009 s'hi van fer les obres d'un intercanviador de transports que acosta les línies de rodalia. L'estació es considera la més gran del món, amb 28 m de fondària, 207 de llargada i 20 d'amplada. El vestíbul fa 7.500 m². L'entrada a l'intercomunicador sembla un iglú i ha fet tornar a canviar la fesomia de la plaça.
El 15 de maig de 2011 s'hi van manifestar els grups de la plataforma ciutadana Democracia Real Ya.

## Línies de metro i de rodalies
Hi convergeixen tres línies de metro:
- Línia 1
- Línia 2
- Línia 3

Les línies de rodalia la connecten amb l'estació d'Atocha i l'estació de Chamartín: 
- Línia C-3
- Línia C-4

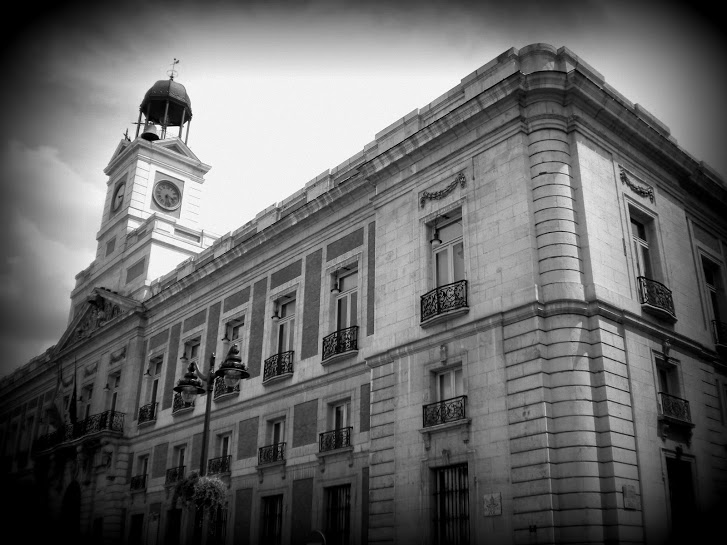
Puerta del Sol, Madrid. - Façana principal de la Casa de Correus
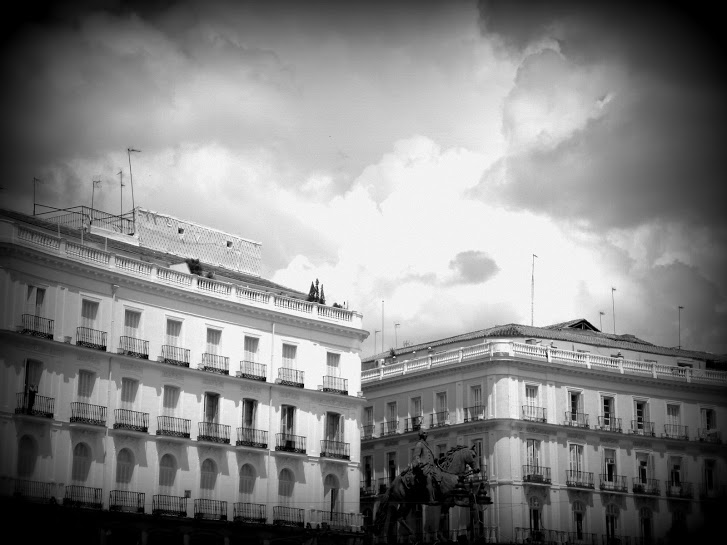
Puerta del Sol, Madrid.
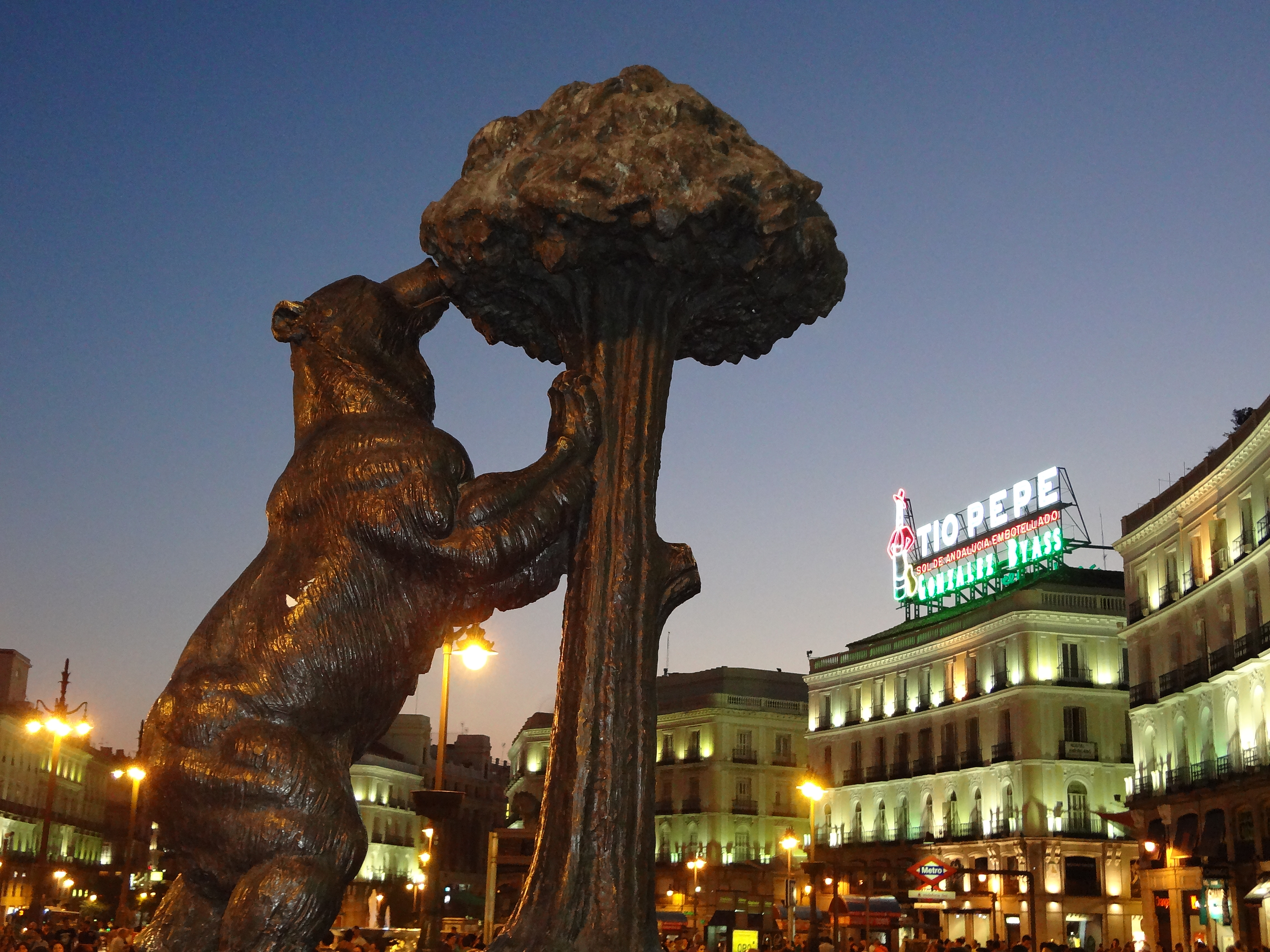
Puerta del Sol, Madrid. L'os i l'arboç
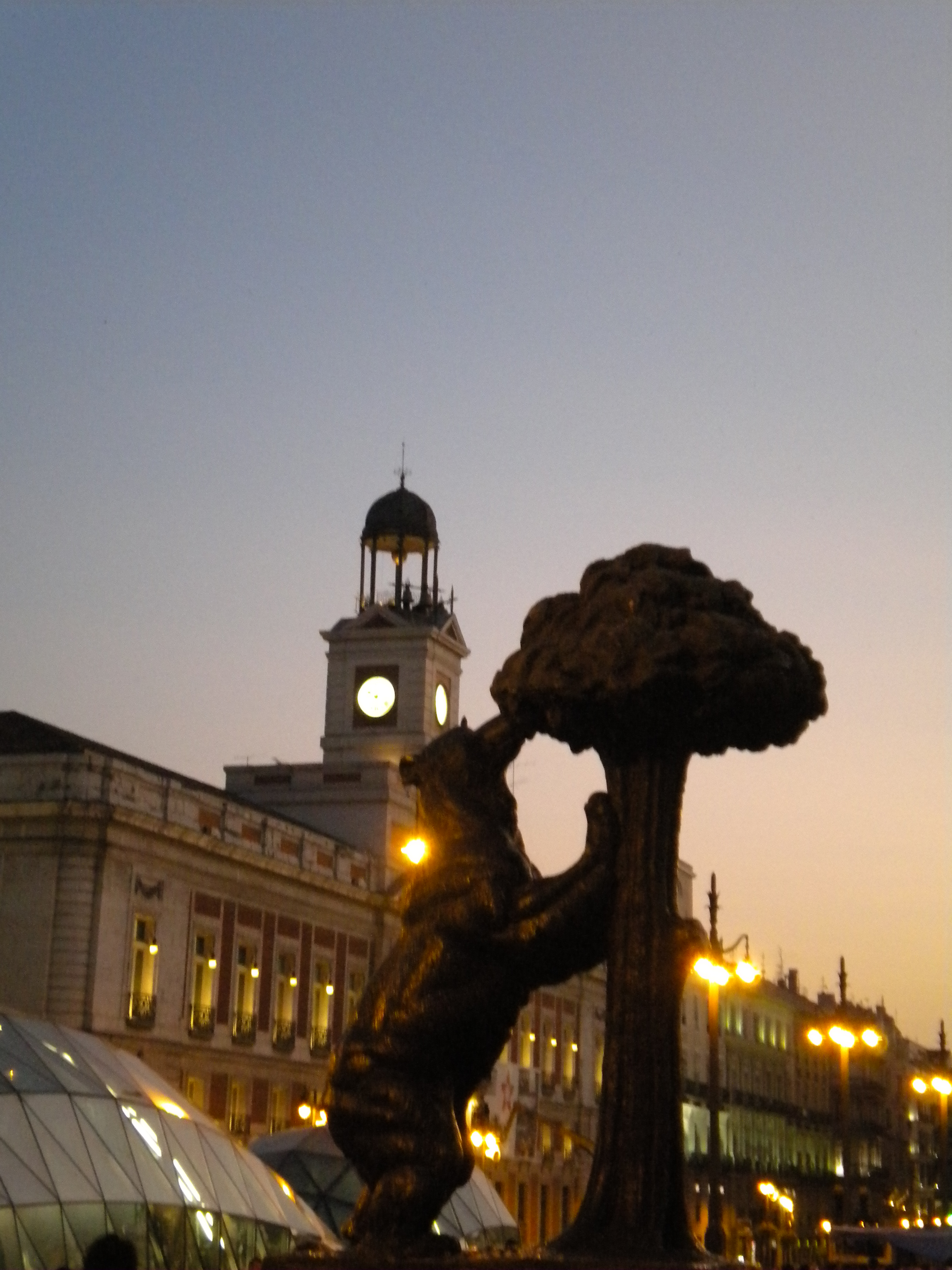
La Puerta del Sol amb l'estàtua de l'os i l'arboç, de l'escultor Antonio Navarro Santafé.